# Senna multifoliolata
Senna multifoliolata là một loài thực vật có hoa trong họ Đậu. Loài này được (Paul G.Wilson) H.S.Irwin & Bar miêu tả khoa học đầu tiên.